# Isabel Marie Gose
Isabel Marie Gose (Berlim, 9 de maio de 2002) é uma nadadora alemã.

## Carreira
Isabel Gose disputou suas primeiras competições pelo Wasserfreunde Spandau 04. Aos doze anos (2014) mudou-se para a Potsdam Sports School, onde foi apoiada e moldada pelo técnico Marko Letz. Desde então ela começou no Potsdamer SV. No Campeonato Alemão de Pista Curta em 2016, ela conquistou seu primeiro título nacional sênior nos 400 metros livres.
No ano seguinte, ela participou do Campeonato Alemão de 2017 em Berlim e conquistou o título nos 200 metros livres. Ela então ganhou o título nos 400 e 800 metros livres no Campeonato Alemão de Pista Curta de 2017. A partir de abril de 2018, ela treinou no grupo de treinamento de Michael Spikermann na Base Olímpica do Reno-Neckar em Heidelberg. Ela comemorou seu primeiro título internacional no início de julho em Helsinque, quando venceu os 200 metros livres no Campeonato Europeu Júnior e se tornou a atleta DSV de maior sucesso com um total de sete medalhas.
Nos Jogos Olímpicos de 2024, Gose conquistou o bronze nos 1.500 metros livres, estabelecendo um novo recorde alemão. Em dezembro de 2024, Gose tornou-se vice-campeã em pista curta nos 800 metros livres em Budapeste e estabeleceu um novo recorde alemão. Ela também bateu o recorde alemão anterior nos 400 metros livres e ficou em sexto lugar na final.